# Sender Nacka

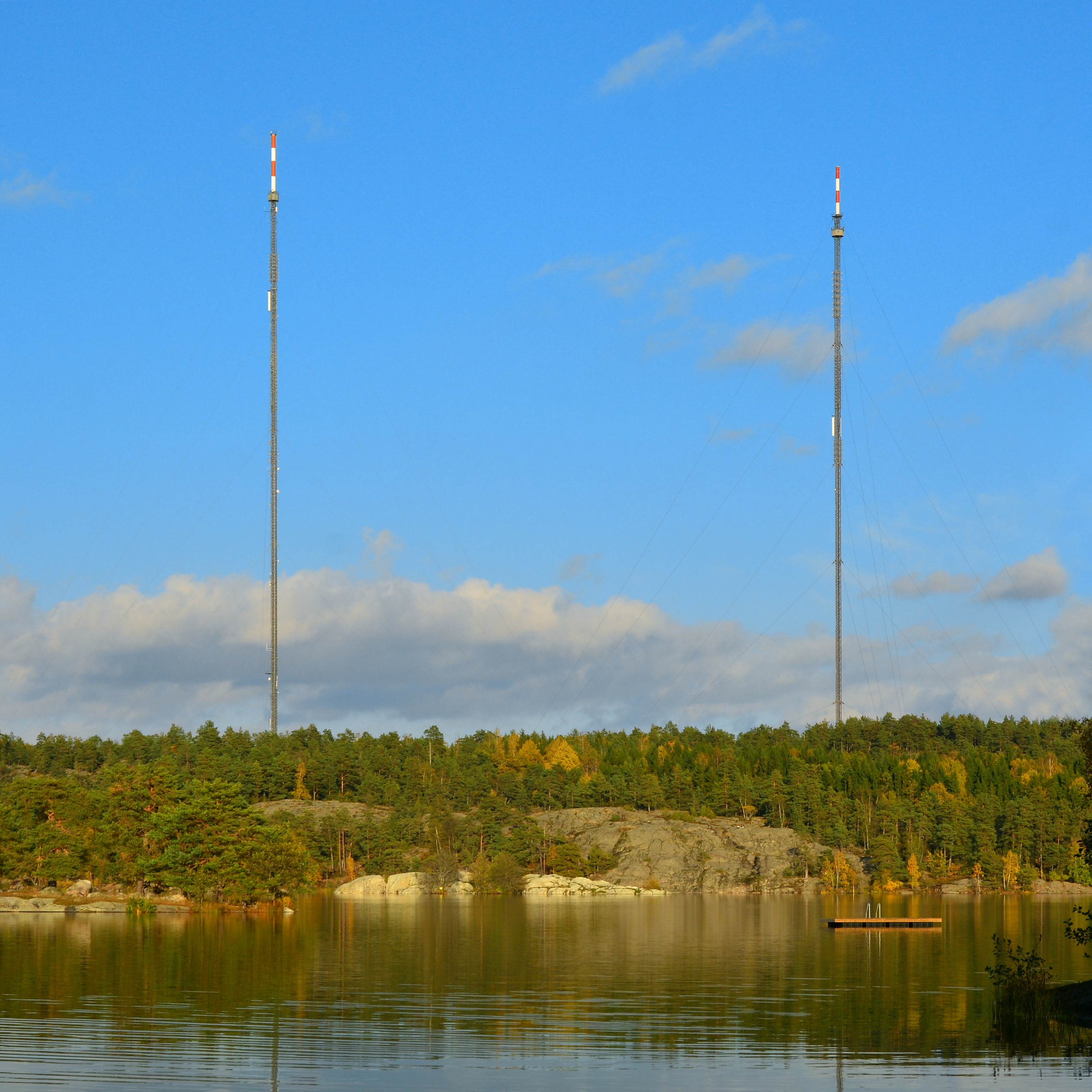
Die Nacka-Masten im Oktober 2014

Der Sender Nacka ist eine Rundfunksendeeinrichtung im Großraum Stockholm, die seit 1956 besteht. Vom Rundfunksender Nacka wurde 1956 das erste Fernsehprogramm in Schweden abgestrahlt.
Damals verwendete der Sender Nacka zwei 160 Meter hohe Stahlrohrmasten, die, da sie auch als Sendeantenne für Mittelwelle verwendet wurden, gegen Erde isoliert waren. 1965 wurde als dritter Sendemast ein 299 Meter hoher abgespannten Stahlfachwerkmast für die Ausstrahlung von UKW-Hörfunk- und Fernsehprogrammen errichtet. Dieser Sendemast ist im Unterschied zu den Mittelwellensendemasten geerdet, er trug aber bis zur Einstellung des Mittelwellensendebetriebs Isolatoren in den obersten Abspannseilen, um das Richtdiagramm des Mittelwellensenders nicht übermäßig zu beeinflussen. Am 1. Juni 1981 wurde der Mittelwellensendebetrieb in Nacka eingestellt und die hierfür verwendeten Stahlrohrmaste wurden am 2. November 1983 und 7. Dezember 1983 durch Sprengung abgerissen. An ihrer Stelle wurde 1984 ein weiterer, ebenfalls 299 Meter hoher abgespannter Stahlfachwerkmast für die Ausstrahlung von UKW-Hörfunk und Fernsehprogrammen errichtet.